# Franck Riehm
Franck Riehm, né le 24 février 1962 à Kehl (Allemagne), est un chef d'entreprise français, président de la Fédération française de bridge depuis 2020 et président de la Fédération mondiale de bridge (WBF) à partir de mai 2025.

## Biographie
Il est le fils de Richard Riehm, ancien adjoint au maire de Colmar et descend ainsi d'une dynastie d'hôteliers. Il fait d'abord des études à Colmar puis à Strasbourg. Il est diplômé de l'ESSEC,. 
Il travaille d'abord au sein de Danone. Avec Erik Senet, dont il fait la connaissance à Evian, il crée Flam's en 1989, puis Burgers 231 East Street en 2012,.

## Carrière dans le jeu de bridge
Joueur de très haut niveau, il accède au niveau de 1re série nationale en 2008. Il est affilié au club de bridge de Jarville-la-Malgrange (près de Nancy) depuis 2001.
Il est élu premier vice-président de la Fédération française de bridge (FFB) en 2018, puis président de la FFB à partir d'octobre 2020. Il est rélu président en octobre 2024.
Depuis le début de son mandat en 2020, Franck Riehm s'efforce de développer l'usage du bridge à l'école, soit sous sa forme habituelle, soit sous la forme de petit bridge pour les petits enfants. L'idée est que ce jeu aide au développement des capacités mathématiques et de raisonnement,.
Franck Riehm est élu au conseil exécutif de la Fédération mondiale de bridge (WBF) en août 2022. A la suite du décès du président Jan Kamras en mars 2025, il est élu président de la WBF le 15 mai 2025. Il devient ainsi le 3e français à présider le bridge mondial après Robert de Nexon et José Damiani. Son objectif prioritaire est de développer le nombre de joueurs de bridge dans le monde,.

## Vie privée
Il est le père de 4 enfants.